# Summer World University Games 2025/Teilnehmer (Libanon)
| Gelbes Symbol für Goldmedaillen mit stilisierten Olympischen Ringen | Graues Symbol für Silbermedaillen mit stilisierten Olympischen Ringen | Braundes Symbol für Bronzemedaillen mit stilisierten Olympischen Ringen |
| ------------------------------------------------------------------- | --------------------------------------------------------------------- | ----------------------------------------------------------------------- |
| —                                                                   | —                                                                     | —                                                                       |

Libanon nahm an den Summer World University Games 2025 vom 16. bis zum 27. Juli mit 42 Athleten (24 Männer und 18 Frauen) teil.

## Teilnehmer nach Sportarten

### Basketball

#### Basketball
| Männer - Elios Saad - Joseph Abou Samra - Anthony Assi - Jean Luc Makhlouf - Roudy El Hajj Moussa - Omar El Jamal - Guy Tamer Rizk - Jad Nasr - Anthony Naba - Abbas Atwi - Aldo El Kouba - Abbas Chouman |

### Beachvolleyball
| Männer - Jad Abi Karam - Hadi El Chabib | Frauen - Mirna Cheiykho - Lynn Zaouk |

### Fechten
| Männer - Ghadi El Chemaly - Philippe Wakim |

### Judo
| Männer - Elio Bellan - Kevin Kammoun - Fady El Saikaly | Frauen - Maria Elias - Yara Tarabay - Natacha Tarabay |

### Leichtathletik
| Männer - Marc Ibrahim |

### Schwimmen
| Männer - Ahmad Safie - Marc Fares | Frauen - Christelle Feghali - Eliane Saade - Laeticia Hamdoun |

### Taekwondo
| Männer - Raphael Koudsi - Gary Ralph Bachian | Frauen - Dana Alandary - Chloe Fakhoury - Mariella Bou Habib - Laetitia Aoun - Ella Abi Farah - Carla Alboustany - Celine Askarjian |

### Tischtennis
| Frauen - Laetitia Azar - Talia Azar - Mariam El Habech |